# ویتلیوس
آلوس ویتلیوس ژرمانیکوس (به لاتین: Aulus Vitellius Germanicus) با نام اصلی آلوس ویتلیوس (۱۵-۶۹) به مدت ۸ ماه بین ۱۶ آوریل تا ۲۲ دسامبر ۶۹ میلادی فرمانروای امپراتوری روم بود.

## زندگی
ویتلیوس با نام آلوس ویتلیوس در ۲۴ سپتامبر ۱۵ زاده شد. در سال ۶۸ میلادی از سوی گالبا، امپراتور وقت روم به فرماندهی لژیون‌های منطقهٔ راین سفلی گمارده شد. با آغاز سال ۶۹ میلادی و به قدرت رسیدن اتو، ویتلیوس نیز که در آن زمان در کلن بود خود را امپراتور نامید. پیروزی ژنرال‌های ویتلیوس در نبرد بدریاکوم به حکومت اتو پایان داد و ویتلیوس بر مسند قدرت نشست.
ویتلیوس در مدت کوتاه حکومت خود تمام وقتش را صرف خوشگذرانی و هرزگی نمود. همین امر سبب شد تا سربازانش او را هنگامی‌که وسپاسیان خود را در اسکندریه امپراتور جدید نامید ترک نمایند. ویتلیوس درطی دو جنگ از رقیب خود شکست خورد و به اسارت درآمد. او را در خیابان‌های رم بر روی زمین کشیدند و در ۲۲ دسامبر ۶۹ میلادی به قتل رساندند.